# Château de Campet
Le château de Campet se situe sur la commune de Campet-et-Lamolère, dans le département français des Landes. Il est inscrit aux monuments historiques par arrêté du 22 décembre 1987.

## Présentation
Le château de Campet est une demeure noble reconstruite à partir de 1640 sur les bases d'une forteresse brûlée durant les guerres de Religion, .